# José Sampaio de Macedo
José Sampaio de Macedo GOMA (Crato, 17 de outubro de 1907 — Fortaleza, 14 de fevereiro de 1992) também conhecido como Zé do Crato ou Sertanejo da FAB foi um major-brigadeiro do ar da Força Aérea Brasileira, piloto militar, empresário, desbravador e pioneiro da aviação brasileira.

## Biografia
Filho de José Joaquim de Macedo e de Francisca Sampaio Melo. Era irmão do médico e jornalista Otacílio Sampaio de Macedo, famoso pela sua entrevista com Lampião. Era tio do José Hélio Macedo de Carvalho, coronel aviador e ex-comandande da Base Aérea de Campo Grande, dos escritores Denizard Macedo e Nertan Macedo, todos ilustres descentes da Família Terésios.
Estudou no Colégio Militar de Fortaleza em seguida, em 1927 ingressou na Escola Militar do Realengo, no Rio de Janeiro, onde foi contemporâneo de todos os militares que se destacaram na vida política brasileira do século XX.
Conhecido como Sertanejo da FAB, era apaixonado pela sua terra. Vez por outras vestia-se com trajes típicos nordestino e ao passar a tropa em revista após longas horas de voo vestido desse modo, surpreendia os soldados pela mistura que fazia com o uniforme de piloto.

### Correio Aéreo Nacional (CAN)

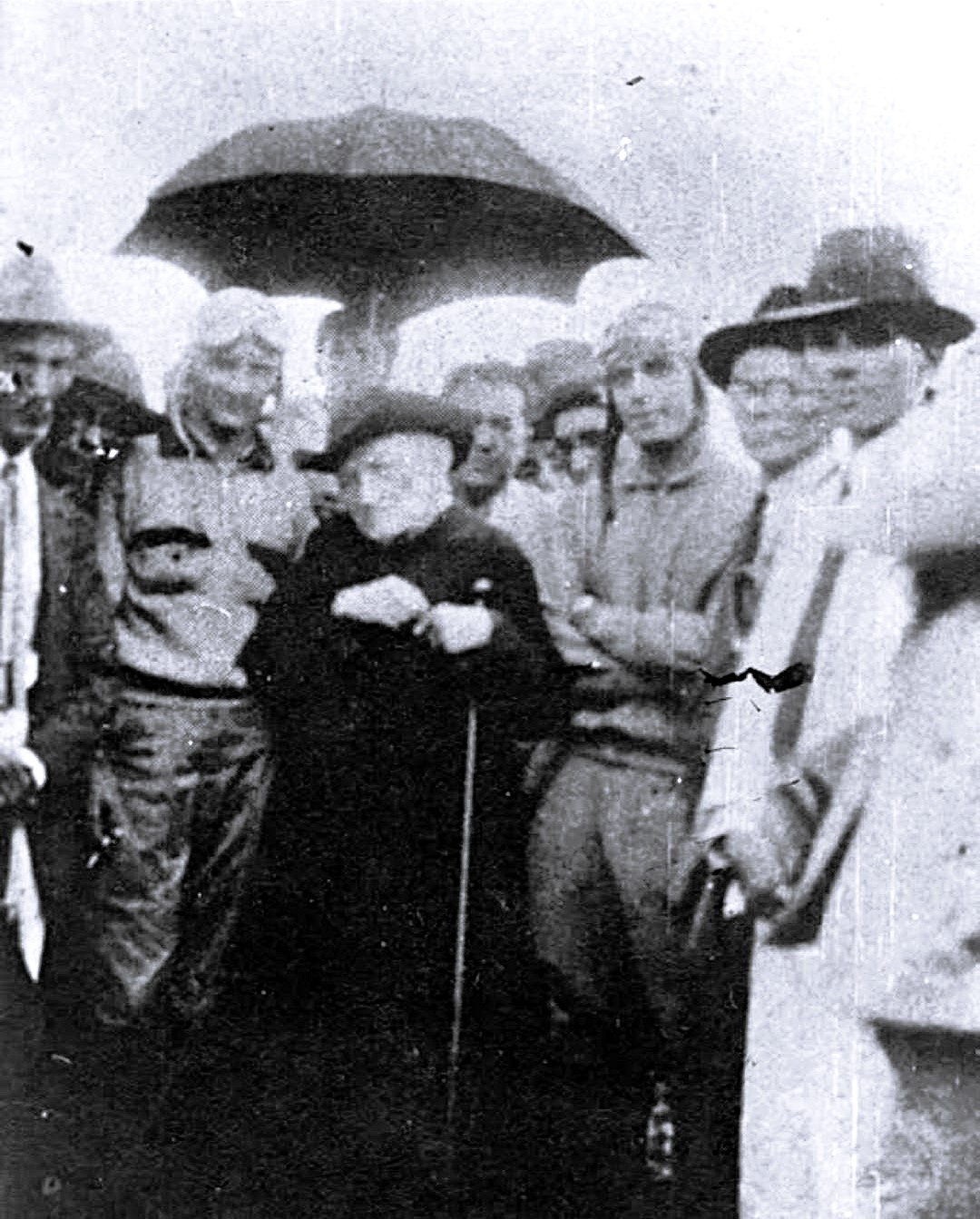
Ao centro Padre Cícero; À direita Nélson Freire Lavanère-Wanderley e À esquerda José Sampaio de Macedo

José Sampaio de Macedo foi um dos pioneiros do Correio Aéreo Militar (CAM) e, posteriormente, transformado em Correio Aéreo Nacional (CAN). Convidado pelo amigo e conterrâneo Casimiro Montenegro Filho, Macedo foi responsável por várias implantações de campos de pouso no nordeste brasileiro, que posteriormente passaram a ser utilizados pelo Correio Aéreo.
Em 15 de fevereiro de 1933, fez um dos voos mais importantes inaugurando a linha Rio de Janeiro-Fortaleza, ao lado do seu companheiro de voo Nélson Freire Lavanère-Wanderley que viria a ser proclamado Patrono do Correio Aéreo Nacional,  escalando em Belo Horizonte, Pirapora, Januária, Bom Jesus da Lapa, Barra, Xique-Xique, Remanso, Juazeiro da Bahia, Petrolina, Juazeiro do Norte, Iguatu e, também, no município de Quixadá, sertão central do Ceará. A aeronave utilizada neste voo foi um avião Waco, modelo CSO C-21.
A partir do voo pioneiro, Macedo inaugurou todos os aeroportos da importante Rota do São Francisco, de Minas Gerais ao Ceará.
Durante o percurso, ocorreu um outro fato histórico, o encontro do brigadeiro que foi recebido pelo próprio Padre Cícero no Crato.

### Base Aérea de Fortaleza e a Segunda Guerra Mundial
Fundador e primeiro comandante da Base Aérea de Fortaleza. No início foi criado em 15 maio de 1933, o 6° Regimento de Aviação do Exército Brasileiro  e posteriormente transformado na Base Aérea de Fortaleza (BAFZ) em 22 de maio de 1941, a partir da criação da Força Aérea Brasileira.
Em 1942, durante a Segunda Guerra Mundial, a Base Aérea de Fortaleza participou ativamente do patrulhamento do Atlântico Sul, realizando numerosas missões de patrulha e ataque a submarinos inimigos na rota de navios brasileiros, operando com aviões de Caça Curtiss P-36 Hawk, P-40 “Tigre Voador” e com os bombardeiros Lockeed A-28A Hudson. A BAFZ possibilitou a passagem de milhares de aviões estadunidenses por Fortaleza que, inicialmente, rumando para o Norte da África, alcançaram seu destino: Europa e Rússia. Pelo seu comando e seus serviços prestados durante o conflito mundial, o Major Brigadeiro do Ar foi agraciado com a Cruz de Aviação.
Atualmente a BAFZ não possui unidades aéreas em seu território. Em 2024 o Ministério da Educação anunciou o local como o novo campus do Instituto Tecnológica de Aeronáutica (ITA) em Fortaleza, sendo a primeira unidade fora da Região Sudeste.

### Mucuripe Field
O brigadeiro Macedo foi o principal opositor ao projeto norte-americano Mucuripe Field, que previa a construção de um aeroporto no coração da Aldeota, bairro mais nobre da cidade de Fortaleza.
A iniciativa norte-americana de construir a maior base aérea do hemisfério sul começou a ser executada durante a Segunda Guerra Mundial. Pelo projeto Mucuripe Field, a pista de pouso e decolagem de aeronaves militares seria construída onde se localiza hoje a Avenida Dom Luís com instalações físicas a partir do clube Círculo Militar de Fortaleza. A interferência de José Sampaio de Macedo impediu que o projeto estadunidense fosse implantado no coração da cidade e prejudicasse o seu desenvolvimento.

| “ | Estou defendendo o crescimento da mais linda capital do nordeste. - MACEDO, Brigadeiro Sampaio de.[22] | ” |
Brigadeiro que indicou o antigo bairro do Cocorote, como lugar ideal para a sua construção. E foi lá, efetivamente, onde foi construída a segunda Base Americana em Fortaleza (Adjacent Field), no local de onde viria ser implantado o atual Aeroporto Internacional de Fortaleza - Pinto Martins.

### Caçada a Lampião

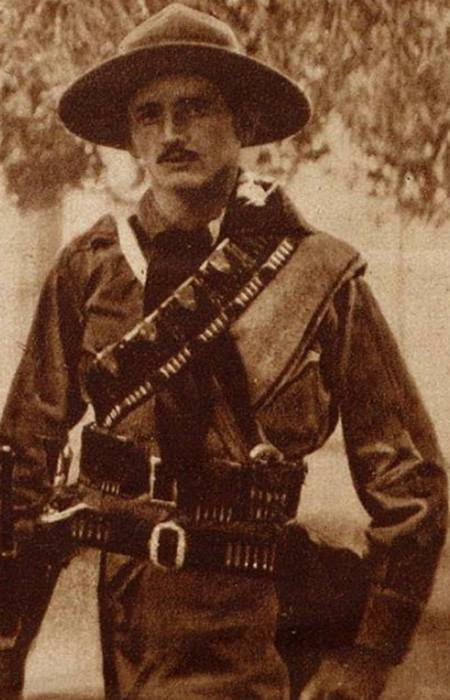
Tenente Macedo no comando da volante em 1932.

Contra o banditismo que assolava a região nordeste, se apresentou de forma voluntária para combater o bando do cangaceiro Lampião. Na época o então tenente Macedo pediu licença ao Exército Brasileiro para assumir o comando da volante sendo nomeado pelo seu conterrâneo, o interventor na Bahia, Juracy Magalhães. Partiu para a caçada no comando de 54 homens armados com rifles e fuzis. Percorreu todo o nordeste baiano, num setor que abrangia as localidades de Vila da Glória, Santa Brigida, Serra Negra, Cipó de Leite em Pedro Alexandre, Várzea da Ema em Chorrochó, Bebedouro, Patamuté, Jeremoabo, Canudos e muitas outras.
Passou vários meses em perseguição nos municípios no entorno do Raso da Catarina, região conhecida como tradicional esconderijo de cangaceiros devido à dificuldade de acesso ao local com paredões de rochas e cânions, clima desértico e temperaturas que alcançam os 43°C. Após algumas pistas, tiveram o encontro, mas foram vítimas de emboscada realizada pelos cangaceiros e após intensa troca de tiros, a coluna se dissipou e os cangaceiros sumiram na caatinga. Foi um combate sangrento com vários soldados da volante feridos, deixando o sargento pernambucano Luiz Mariano gravemente ferido e o tenente Macedo ferido com um tiro no tornozelo.

### Morte
Faleceu no dia 14 de fevereiro de 1992, em Fortaleza, no Hospital Gastroclínica, de complicações cardíacas e respiratórias. O corpo do brigadeiro Macedo foi trasladado para o Crato em avião da Força Aérea, pilotado pelo então comandante da Base Aérea de Fortaleza, Coronel Aviador Cláudio Queiroz.
Hoje, os restos mortais do Sertanejo da aviação brasileira estão sepultados no jazigo particular da família, no interior da capela no Sítio Fernando, na cidade do Crato. A capela, objeto de desejo pessoal do Brigadeiro, foi construída pelo seu neto, Ricardo Biscuccia, com projeto do arquiteto húngaro Emílio Hinko, também responsável pelo planejamento arquitetônico da Base Aérea de Fortaleza.

## Curiosidades
- Foi a Los Angeles em  missão para trazer 6 Bombardeiros B17. Enquanto a compra dos aviões não se efetivava, Macedo passou vários dias frequentando os estúdios cinematográficos onde assessorou diretores de cinema que filmavam cenas de batalhas aéreas, a exemplo da película A Patrulha de Bataan, dirigido por Tay Garnett, com Robert Taylor e George Murphy, em 1943.[4]

- Em 4 de junho de 1937, José Sampaio de Macedo recepcionou em Fortaleza a pioneira da aviação, a americana Amelia Earhart em sua passagem pelo Ceará quando estava na sua missão ousada de dar a volta ao mundo.[27][28]

- Ao se aposentar da vida militar, retornou ao Crato, dedicando-se a agricultura, sua segunda paixão. Prosperou na criação de gado e cavalos, no plantio de cana-de-açúcar, no engenho e na destilaria de álcool de onde passou a fabricar cachaça.

## Carreira
- Praça: Em março de 1926

| Patente             | Mês/Ano           | Patente         | Mês/Ano           | Patente                | Mês/Ano             |
| ------------------- | ----------------- | --------------- | ----------------- | ---------------------- | ------------------- |
| Aspirante a oficial | Janeiro de 1929   | Capitão         | Janeiro de 1933   | Coronel                | Março de 1948       |
| Segundo-tenente     | Junho de 1929     | Major           | Setembro de 1938  | Brigadeiro             | 19 de março de 1951 |
| Primeiro-tenente    | Fevereiro de 1931 | Tenente-coronel | Fevereiro de 1942 | Major-Brigadeiro do Ar | 19 de março de 1951 |

## Condecorações e Medalhas
- Ordem do Mérito Aeronáutico , grau de Grande Oficial.[1]
- Cruz de Aviação, Fita B , por ter realizado missões de guerra no patrulhamento do atlântico, durante o conflito mundial.
- Medalha Militar
- Medalha da Abolição, em 1976 foi agraciado com a mais alta honraria concedida pelo Governo do Estado do Ceará.

### Homenagens
- Uma rua em Quixeramobim recebe o nome do brigadeiro.[29]
- Uma importante avenida no Crato recebe o nome do brigadeiro. [30]
- Homenageado com o título de cidadão fortalezense.